# Färöische Fußballmeisterschaft 2006
Die Färöische Fußballmeisterschaft 2006 wurde in der Formuladeildin genannten ersten färöischen Liga ausgetragen und war insgesamt die 64. Saison. Sie startete am 2. April 2006 und endete am 21. Oktober 2006.
Aufsteiger B68 Toftir kehrte nach einem Jahr in die höchste Spielklasse zurück. Meister wurde HB Tórshavn, die den Titel somit zum 19. Mal erringen konnten. Titelverteidiger B36 Tórshavn landete auf dem dritten Platz. Absteigen mussten hingegen B68 Toftir nach einem Jahr sowie ÍF Fuglafjørður nach drei Jahren Erstklassigkeit.
Im Vergleich zur Vorsaison verschlechterte sich die Torquote auf 3,20 pro Spiel, was den niedrigsten Schnitt seit 2003 bedeutete. Die höchsten Siege erzielten EB/Streymur am 15. Spieltag mit einem 8:2 im Heimspiel gegen B68 Toftir, was gleichzeitig das torreichste Spiel darstellte, KÍ Klaksvík mit einem 7:1-Auswärtssieg gegen VB/Sumba am elften Spieltag sowie B36 Tórshavn mit einem 6:0 im Heimspiel gegen HB Tórshavn.

## Modus
In der Formuladeildin spielte jede Mannschaft an 27 Spieltagen jeweils drei Mal gegen jede andere. Aufgrund der Vorjahresplatzierung trugen B36 Tórshavn, Skála ÍF, HB Tórshavn, NSÍ Runavík und EB/Streymur ein zusätzliches Heimspiel aus. Die punktbeste Mannschaft zu Saisonende stand als Meister dieser Liga fest, die letzten beiden Mannschaften stiegen in die 1. Deild, die färöische Zweitklassigkeit, ab. Bei Punktgleichheit entschied der direkte Vergleich. Die Relegationsspiele wurden wieder abgeschafft.

## Saisonverlauf

### Meisterschaftsentscheidung
Durch zwei Siege erreichte B36 Tórshavn am zweiten Spieltag erstmals den ersten Platz. Durch ein 1:1-Unentschieden im Heimspiel gegen KÍ Klaksvík musste dieser an EB/Streymur abgetreten werden, welche ihrerseits nach vier Siegen zu Beginn der Saison mit 0:2 bei NSÍ Runavík verloren, worauf die Führung wieder zu B36 wechselte. Diese stürzten wiederum nach vier sieglosen Spielen in Folge in der Tabelle bis auf den fünften Platz ab, nach einer kurzzeitigen Erholung wurde am zwölften Spieltag sogar nur noch der sechste Platz belegt. EB/Streymur verlor am zwölften Spieltag durch ein 2:3 bei NSÍ Runavík erstmals wieder, woraufhin HB Tórshavn nach dem ersten Spieltag zum zweiten Mal in dieser Saison den ersten Platz belegen konnte. Diese waren denkbar schlecht in die Saison gestartet. Das erste Spiel konnte zwar mit 5:1 gegen ÍF Fuglafjørður gewonnen werden, darauf folgten jedoch zwei Niederlagen und der Absturz auf Platz sieben. Die nächsten Spiele verliefen deutlich erfolgreicher, sechs Siege und drei Unentschieden folgten aus den neun Spielen bis zum zwölften Spieltag. Durch eine 1:2-Heimniederlage gegen GÍ Gøta erreichte EB/Streymur wieder die Tabellenspitze. HB hingegen konnte aus den folgenden vier Spielen keinen Sieg erringen und belegte am 16. Spieltag nur den sechsten Platz. Der Abstand zum ersten Platz betrug zu dem Zeitpunkt bereits acht Punkte, ebenso am 19. Spieltag. Am 20. Spieltag verlor EB/Streymur mit 1:2 bei B36 Tórshavn, durch drei weitere Siege konnte der Vorsprung jedoch weitestgehend gehalten werden. Während HB die letzten sechs Spiele allesamt gewinnen konnte und sogar von den letzten zwölf Spielen keines mehr verlor, zeigte EB/Streymur Schwächen. Nur ein Sieg sprang aus den letzten vier Partien heraus, wobei die Entscheidung um die Meisterschaft somit am letzten Spieltag fiel. Ein Unentschieden hätte EB/Streymur aufgrund der besseren Tordifferenz gereicht und lange Zeit sah es auch danach aus, ehe Paul Clapson in der 84. Minute für KÍ Klaksvík zum 1:0 traf. Da es im Spiel von HB Tórshavn gegen ÍF Fuglafjørður zu diesem Zeitpunkt immer noch 0:0 stand, hätte auch dieses Ergebnis für EB/Streymur zur Meisterschaft gereicht. In der 89. Minute fiel jedoch für HB die 1:0-Führung, eine Minute später erhöhte sich diese auf 2:0, so dass der Spitzenreiter durch HB im allerletzten Moment doch noch abgefangen werden konnte.

### Abstiegskampf
VB/Sumba verlor die ersten fünf Saisonspiele. Die ersten Siege gelangen am sechsten und siebten Spieltag, woraufhin die Abstiegsränge erstmals verlassen werden konnten. Nach sieben sieglosen Spielen in Folge stand ab dem zwölften Spieltag der letzte Platz zu Buche. Erst ein 2:1-Sieg bei ÍF Fuglafjørður beendete diese Serie, zugleich wurden auch die Abstiegsränge verlassen und fortan der achte Platz gehalten.
B68 Toftir konnte einem Sieg, zwei Unentschieden und einer Niederlage aus den ersten vier Spielen die Abstiegsränge zunächst vermeiden. Durch sieben Niederlagen in Folge stürzte die Mannschaft auf den letzten Platz ab. Am zwölften Spieltag wurde KÍ Klaksvík mit 3:1 besiegt, so dass daraufhin der achte Platz belegt wurde. Dies hielt jedoch nur bis zum 15. Spieltag an, da kein Spiel mehr gewonnen werden konnte. In der Folge belegte die Mannschaft den neunten Platz.
ÍF Fuglafjørður belegte direkt zu Beginn einen Abstiegsplatz. Nach Siegen am achten und neunten Spieltag, wobei die ersten sieben Partien allesamt verloren wurden, konnte mit dem siebten Platz die höchste Saisonplatzierung erreicht werden. Bis zum 23. Spieltag musste jedoch auf einen weiteren Sieg gewartet werden, so dass ab dem 15. Spieltag das Tabellenende geziert wurde.
Ab dem 10. Spieltag belegten nur drei verschiedene Mannschaften die letzten drei Plätze. Vom 20. bis zum 22. Spieltag betrug der Vorsprung von VB/Sumba auf B68 Toftir fünf Punkte, einen weiteren Punkt dahinter befand sich ÍF Fuglafjørður. Dennoch rückten die Teams weiter zusammen, so dass es an den letzten vier Spieltagen noch zu einer Reihe von Verschiebungen kam. Am 23. Spieltag gewann B68 Toftir zunächst nach zehn sieglosen Spielen mit 6:1 gegen VB/Sumba, zudem konnte ÍF Fuglafjørður mit 2:1 gegen B36 Tórshavn gewinnen und beendete somit eine Serie von 13 Spielen ohne Sieg. Nach einem 4:1-Auswärtssieg im direkten Duell gegen VB/Sumba am 24. Spieltag kletterte ÍF vorübergehend auf den achten Platz. B68 Toftir spielte derweil unentschieden, so dass die letzten drei Mannschaften nur um einen Punkt auseinander lagen. Am 25. Spieltag verlor ÍF zu Hause mit 2:3 gegen B68, wodurch diese nun Achter waren und VB/Sumba, die ihr eigenes Spiel verloren, nun auf dem letzten Platz standen. Am 26. Spieltag wurde diese Situation wieder umgekehrt. VB/Sumba konnte das Heimspiel gegen NSÍ Runavík mit 2:0 gewinnen, währenddessen die beiden anderen Konkurrenten ihre Spiele jeweils verloren. Am letzten Spieltag sorgte VB/Sumba mit einem 1:1 bei Skála ÍF dafür, dass sich ÍF Fuglafjørður selbst mit einem Sieg nicht mehr retten konnte. Der Ausgleich wurde in der 58. Minute erzielt, nachdem VB/Sumba bereits in der 16. Minute in Rückstand geriet. Neben ÍF, die 0:2 gegen HB Tórshavn spielten, verlor auch der Aufsteiger B68 Toftir sein letztes Spiel mit 0:2 bei NSÍ Runavík und stieg somit gleich wieder in die zweite Liga ab. Die Gegentore fielen in der 69. Minute per Elfmeter sowie in der 86. Minute. Ein Unentschieden hätte bei einer Niederlage von VB/Sumba aufgrund der besseren Tordifferenz bereits gereicht.

## Abschlusstabelle
| Pl. | Verein           | Sp. | S  | U  | N  | Tore    | Diff. | Punkte |
| --- | ---------------- | --- | -- | -- | -- | ------- | ----- | ------ |
| 1.  | HB Tórshavn      | 27  | 16 | 7  | 4  | 061:360 | +25   | 55     |
| 2.  | EB/Streymur      | 27  | 16 | 6  | 5  | 063:300 | +33   | 54     |
| 3.  | B36 Tórshavn (M) | 27  | 13 | 8  | 6  | 045:320 | +13   | 47     |
| 4.  | KÍ Klaksvík      | 27  | 12 | 9  | 6  | 054:390 | +15   | 45     |
| 5.  | NSÍ Runavík      | 27  | 12 | 6  | 9  | 050:390 | +11   | 42     |
| 6.  | GÍ Gøta (P)      | 27  | 10 | 11 | 6  | 039:340 | +5    | 41     |
| 7.  | Skála ÍF         | 27  | 7  | 10 | 10 | 033:290 | +4    | 31     |
| 8.  | VB/Sumba         | 27  | 5  | 5  | 17 | 024:730 | −49   | 20     |
| 9.  | B68 Toftir (N)   | 27  | 4  | 6  | 17 | 034:580 | −24   | 18     |
| 10. | ÍF Fuglafjørður  | 27  | 4  | 4  | 19 | 029:620 | −33   | 16     |

Platzierungskriterien: 1. Punkte – 2. Direkter Vergleich (Punkte, Tordifferenz, geschossene Tore) – 3. Tordifferenz – 4. geschossene Tore

| (M) | Meister des Vorjahrs           |
| (P) | Pokalsieger des Vorjahrs       |
| (N) | Neuaufsteiger aus der 2. Deild |

## Spiele und Ergebnisse
|                 | B36 | B36 | B68 | B68 | EB/S | EB/S | GÍ     | GÍ  | HB  | HB  | ÍF  | ÍF  | KÍ  | KÍ  | NSÍ | NSÍ | Skála | Skála | VB/S | VB/S |
| --------------- | --- | --- | --- | --- | ---- | ---- | ------ | --- | --- | --- | --- | --- | --- | --- | --- | --- | ----- | ----- | ---- | ---- |
| B36 Tórshavn    |     |     | 2:1 | 3:1 | 2:2  | 2:1  | 0:0    | 1:1 | 6:0 |     | 4:1 |     | 1:1 | 1:5 | 1:1 | 2:1 | 2:2   |       | 2:2  |      |
| B68 Toftir      | 0:1 |     |     |     | 1:1  |      | 1:1    | 0:1 | 1:2 | 0:1 | 1:1 |     | 0:4 | 2:3 | 1:5 |     | 1:0   | 2:4   | 6:1  |      |
| EB/Streymur     | 2:1 |     | 2:1 | 8:2 |      |      | 2:1    | 2:3 | 1:1 |     | 2:0 | 2:0 | 1:1 | 0:1 | 4:1 |     | 2:0   | 2:0   | 4:0  |      |
| GÍ Gøta         | 1:2 |     | 1:1 |     | 0:2  |      |        |     | 3:2 | 1:4 | 3:1 | 1:1 | 1:4 |     | 1:1 | 1:1 | 0:0   |       | 3:0  | 2:0  |
| HB Tórshavn     | 2:0 | 2:1 | 3:2 |     | 2:3  | 2:2  | 1:2    |     |     |     | 5:1 | 2:0 | 5:1 |     | 4:0 | 2:1 | 0:1   | 1:1   | 4:1  | 2:0  |
| ÍF Fuglafjørður | 1:3 | 2:1 | 3:0 | 2:3 | 1:2  |      | 01:3 1 |     | 1:3 |     |     |     | 2:3 | 0:0 | 1:3 |     | 0:2   |       | 1:2  | 1:2  |
| KÍ Klaksvík     | 0:1 |     | 1:3 |     | 1:4  |      | 1:1    | 1:4 | 2:2 | 3:3 | 3:0 |     |     |     | 2:1 |     | 2:2   | 2:1   | 3:0  | 0:1  |
| NSÍ Runavík     | 1:1 |     | 1:1 | 2:0 | 2:0  | 3:2  | 4:2    |     | 1:3 |     | 6:1 | 3:0 | 0:1 | 1:1 |     |     | 2:1   | 2:0   | 2:1  |      |
| Skála ÍF        | 0:1 | 1:0 | 1:0 |     | 1:1  |      | 1:2    | 0:0 | 1:1 |     | 1:2 | 1:1 | 1:1 |     | 2:0 |     |       |       | 5:0  | 1:1  |
| VB/Sumba        | 1:2 | 0:2 | 3:2 | 1:1 | 0:5  | 1:4  | 0:0    |     | 1:1 |     | 1:4 |     | 1:7 |     | 2:5 | 2:0 | 0:4   |       |      |      |

## Torschützenliste
Bei gleicher Anzahl von Treffern sind die Spieler nach dem Nachnamen alphabetisch geordnet.
| Platz | Spieler                  | Mannschaft   | Tore |
| ----- | ------------------------ | ------------ | ---- |
| 1     | Christian Høgni Jacobsen | NSÍ Runavík  | 18   |
| 2     | Súni Fríði Barbá         | B68 Toftir   | 15   |
| 3     | Paul Clapson             | KÍ Klaksvík  | 12   |
| 3     | Sylla Amed Davy          | B36 Tórshavn | 12   |
| 3     | Rókur Jespersen          | HB Tórshavn  | 12   |
| 6     | Sorin Anghel             | EB/Streymur  | 11   |
| 6     | Arnbjørn T. Hansen       | EB/Streymur  | 11   |
| 6     | Óli Hansen               | NSÍ Runavík  | 11   |
| 6     | Christian Lundberg       | KÍ Klaksvík  | 11   |
| 10    | Jákup á Borg             | HB Tórshavn  | 10   |
| 10    | Páll Mohr Joensen        | HB Tórshavn  | 10   |
| 10    | Hans Pauli Samuelsen     | EB/Streymur  | 10   |

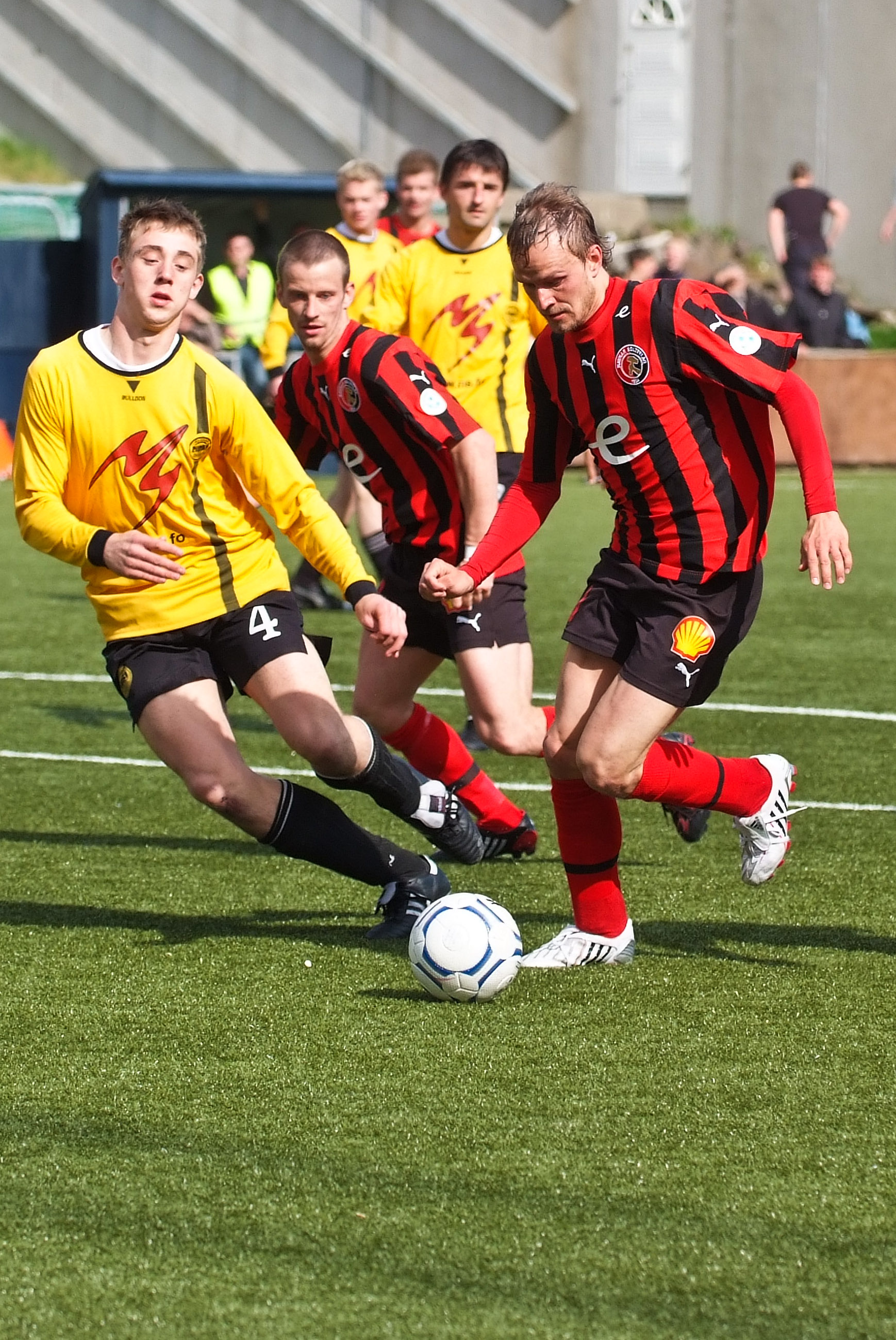
Torschützenkönig Christian Høgni Jacobsen am Ball

Dies war nach 2005 der zweite Titel für Christian Høgni Jacobsen.

## Trainer
| Mannschaft      | Trainer                 | Spieltage |
| --------------- | ----------------------- | --------- |
| B36 Tórshavn    | Sigfríður S. Clementsen | 01–27     |
| B68 Toftir      | Jóannes Jakobsen        | 01–15     |
| B68 Toftir      | Julian S. Johnsson      | 16–17     |
| B68 Toftir      | Bill Mc. Leod Jacobsen  | 18–27     |
| EB/Streymur     | Piotr Krakowski         | 01–27     |
| GÍ Gøta         | Petur Mohr              | 01–27     |
| HB Tórshavn     | Krzysztof Popczynski    | 01–27     |
| ÍF Fuglafjørður | Petur Simonsen          | 01–16     |
| ÍF Fuglafjørður | Jón Simonsen            | 17–27     |
| KÍ Klaksvík     | Tony Paris              | 01–27     |
| NSÍ Runavík     | Trygvi Mortensen        | 01–21     |
| NSÍ Runavík     | Arnfinn Langaard        | 22–27     |
| NSÍ Runavík     | Bogi Lervig             | 22–27     |
| Skála ÍF        | Jóhan Nielsen           | 01–27     |
| VB/Sumba        | Ole Andersen            | 01–18     |
| VB/Sumba        | Bjarni Johansen         | 19–27     |
| VB/Sumba        | Finn Johannesen         | 20–27     |

Insgesamt vier Teams wechselten Trainer aus, B68 Toftir hierbei zweimal. Bei den betroffenen Mannschaften führte dies allerdings zu keinen Positionsveränderungen.

## Spielstätten
| Mannschaft      | Stadion          | Spielort     |
| --------------- | ---------------- | ------------ |
| B36 Tórshavn    | Gundadalur       | Tórshavn     |
| B68 Toftir      | Svangaskarð      | Toftir       |
| EB/Streymur     | Á Mølini         | Eiði         |
| GÍ Gøta         | Sarpugerði       | Norðragøta   |
| HB Tórshavn     | Gundadalur       | Tórshavn     |
| ÍF Fuglafjørður | Í Fløtugerði     | Fuglafjørður |
| KÍ Klaksvík     | Við Djúpumýrar   | Klaksvík     |
| NSÍ Runavík     | Við Løkin        | Runavík      |
| Skála ÍF        | Undir Mýruhjalla | Skáli        |
| VB/Sumba        | Á Eidinum        | Vágur        |

## Schiedsrichter
Folgende Schiedsrichter, darunter auch jeweils einer aus Dänemark und Norwegen, leiteten die 135 Erstligaspiele:
| Name                     | Stammverein  | Spiele |
| ------------------------ | ------------ | ------ |
| Petur Reinert            | LÍF Leirvík  | 26     |
| Eiler Rasmussen          | Skála ÍF     | 23     |
| Lassin Isaksen           | KÍ Klaksvík  | 19     |
| Jens Petur Brattalíð     | VB/Sumba     | 15     |
| Dagfinn Olsen            | NSÍ Runavík  | 15     |
| Páll Augustinussen       | VB/Sumba     | 14     |
| Georg Nolsøe Rasmussen   | B36 Tórshavn | 10     |
| Lars Müller              | Royn Hvalba  | 04     |
| Ransin Napoleon Djurhuus | HB Tórshavn  | 03     |
| Rúni Gaardbo             | B68 Toftir   | 03     |
| Dag Vidar Hafsås         | –            | 01     |
| Michael Johansen         | –            | 01     |
| Niklas á Líðarenda       | GÍ Gøta      | 01     |

## Die Meistermannschaft
In Klammern sind die Anzahl der Einsätze sowie die dabei erzielten Tore genannt.
| 1. | HB Tórshavn |
|    | Tór-Ingar Akselsen (25/6) \| Jákup á Borg (24/10) \| Poul Thomas Dam (7/0) \| Mortan úr Hørg (26/1) \| Rógvi Jacobsen (11/5) \| Svenn Fuglø Jacobsen (14/0) \| Rókur Jespersen (27/12) \| Janus M. Joensen (25/0) \| Páll Mohr Joensen (25/10) \| Bárður Johannesen (20/0) \| Pætur T. Jørgensen (3/0) \| Emil Nolsøe Leifsson (23/3) \| Vagnur M. Mortensen (24/2) \| Johan Ejvind Mouritsen (18/4) \| Kári Nielsen (25/1) \| Rasmus Nolsøe (27/5) \| Ólavur í Ólavsstovu (18/1) \| Jovan Radinovic-Panic (19/1) \| Hendrik Rubeksen (4/0) \| Tróndur Vatnhamar (7/0) ohne Einsatz: Høgni M. Joensen \| Bárður Mittelstein \| Bárður Mortansson \| Birgir Poulsen \| Danny Rasmussen - Trainer: Krzysztof Popczynski |

## Auszeichnungen
Nach dem Saisonende gaben die Kapitäne und Trainer der zehn Ligateilnehmer sowie Pressemitglieder ihre Stimmen zur Wahl der folgenden Auszeichnungen ab:
- Spieler des Jahres: Jákup á Borg (HB Tórshavn)
- Torhüter des Jahres: René Tórgarð (EB/Streymur)
- Trainer des Jahres: Krzysztof Popczynski (HB Tórshavn)
- Nachwuchsspieler des Jahres: Arnbjørn T. Hansen (EB/Streymur)

## Nationaler Pokal
Im Landespokal gewann B36 Tórshavn mit 2:1 gegen KÍ Klaksvík. Meister HB Tórshavn schied im Viertelfinale mit 2:6 gegen EB/Streymur aus.

## Europapokal
2006/07 spielte B36 Tórshavn als Meister des Vorjahres in der Qualifikation zur Champions League. In der ersten Runde konnte sich B36 mit 3:0, was den höchsten Sieg einer färöischen Mannschaft bedeutete, und 2:2 gegen FC Birkirkara (Malta) durchsetzen, schied jedoch in der zweiten Runde mit 0:4 und 0:5 gegen Fenerbahçe Istanbul (Türkei) aus.
Skála ÍF spielte in der Qualifikation zum UEFA-Pokal und schied in der ersten Runde durch zwei Niederlagen gegen IK Start (Norwegen) aus (0:1 im Heimspiel, 0:3 auswärts).
GÍ Gøta spielte als Pokalsieger des Vorjahres ebenfalls in der Qualifikation zum UEFA-Pokal gegen FK Ventspils (Lettland) und verloren hierbei mit 1:2 und 0:2.
HB Tórshavn nahm am UI-Cup teil. Im Hinspiel in der ersten Runde gegen Dinaburg Daugavpils (Lettland) konnte HB ein 1:1 erreichen, das Rückspiel wurde zu Hause jedoch mit 0:1 verloren.